# Bălțătești (gmina)
Bălțătești – gmina w Rumunii, w okręgu Neamț. Obejmuje miejscowości Bălțătești, Valea Arini i Valea Seacă. W 2011 roku liczyła 4102 mieszkańców.